# Riduzione (cucina)
La riduzione, in ambito culinario, è una tecnica usata per far consumare la parte liquida di un alimento causandone l'evaporazione, attraverso cottura o più spesso ebollizione prolungata, aumentando concentrazione e densità; così in preparazioni liquide, salse, brodi o altro si concentra il sapore.